# Château de Karow
Le château de Karow (Schloß Karow) est un château allemand situé à Karow, village appartenant à la municipalité de Plau am See, à l'est de l'arrondissement de Ludwigslust-Parchim dans le Mecklembourg entre Goldberg et Malchow.

## Historique

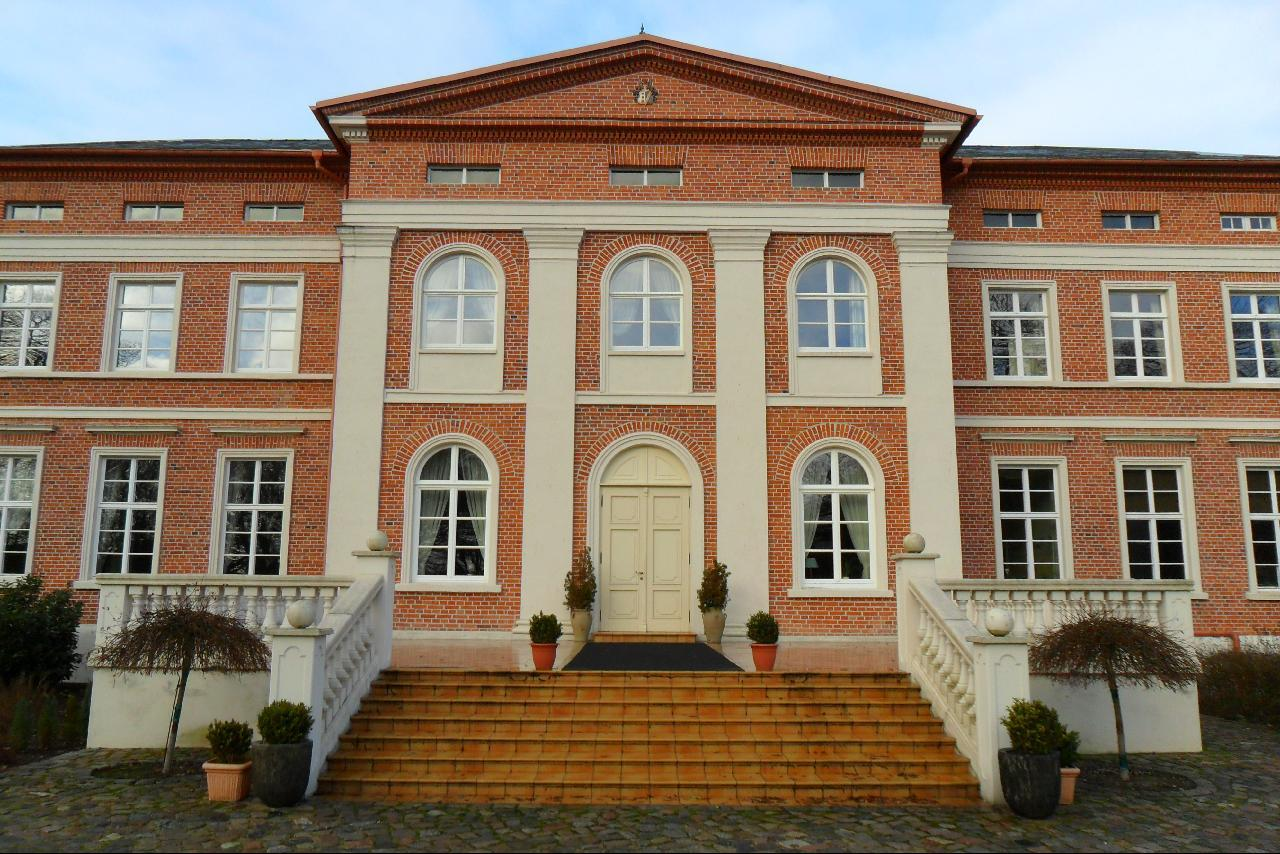
Entrée d'honneur du château

Le château a été construit en style néoclassique de briques au début du XIXe siècle pour la famille von Hahn. Le riche négociant berlinois, Johannes Schlutius, qui possédait déjà un manoir à Alt Schwerin, l'achète en 1899 et charge l'architecte Ernst von Ihne d'ajouter une aile prolongeant le corps de logis vers l'ouest en style néobaroque entre 1903 et 1906.
Le château abrite en internat les lycéens évacués de Rostock pendant la Seconde Guerre mondiale, après les premières attaques aériennes, puis à la fin de la guerre les réfugiés expulsés des provinces de l'est, devenues polonaises. Le château et le domaine agricole sont nationalisés en 1945, lorsque la propriété privée immobilière et foncière est interdite. La famille Schlutius est expropriée. 
Le château est transformé en internat et école d'agriculture, ce qui lui évite la ruine, mais toute la décoration intérieure et les meubles sont pillés et dispersés chez les habitants alentour. Il est acheté par la famille Heuer en 1998 qui le restaure jusqu'en 2007 pour en faire actuellement un hôtel et une maison d'antiquités.

## Le mausolée
Le mausolée, aujourd'hui en ruines, de la famille Schlutius construit en 1912-1916 se trouve à cinq cents mètres à l'est du château en dehors du parc et s'inspire du style du mausolée de Théodoric. C'est une des dernières constructions funéraires wilhelminiennes d'importance. Les murs étaient recouverts de marbre et le plafond d'une mosaïque. L'intérieur abritait le sarcophage de trois membres de la famille. Il y avait à l'entrée une statue de bronze représentant une femme en deuil de Wilhelm Wandschneider, placée en 1919. Ces éléments ont disparu après 1945 et le mausolée est tombé en ruines, tandis que le sarcophage a été dispersé. La statue a pu être retrouvée. Elle se trouve aujourd'hui à la chapelle du cimetière de Karow.

## Illustrations

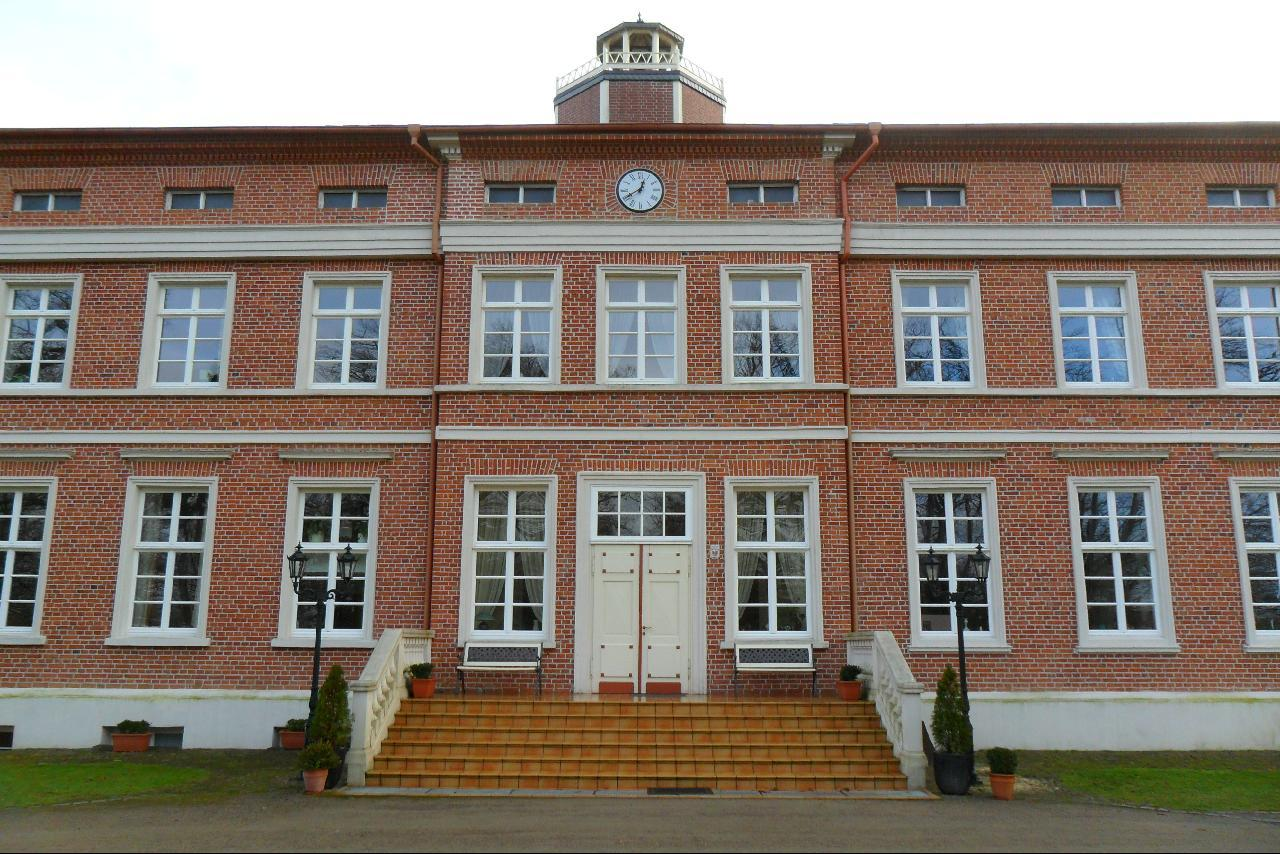
Entrée de la façade arrière
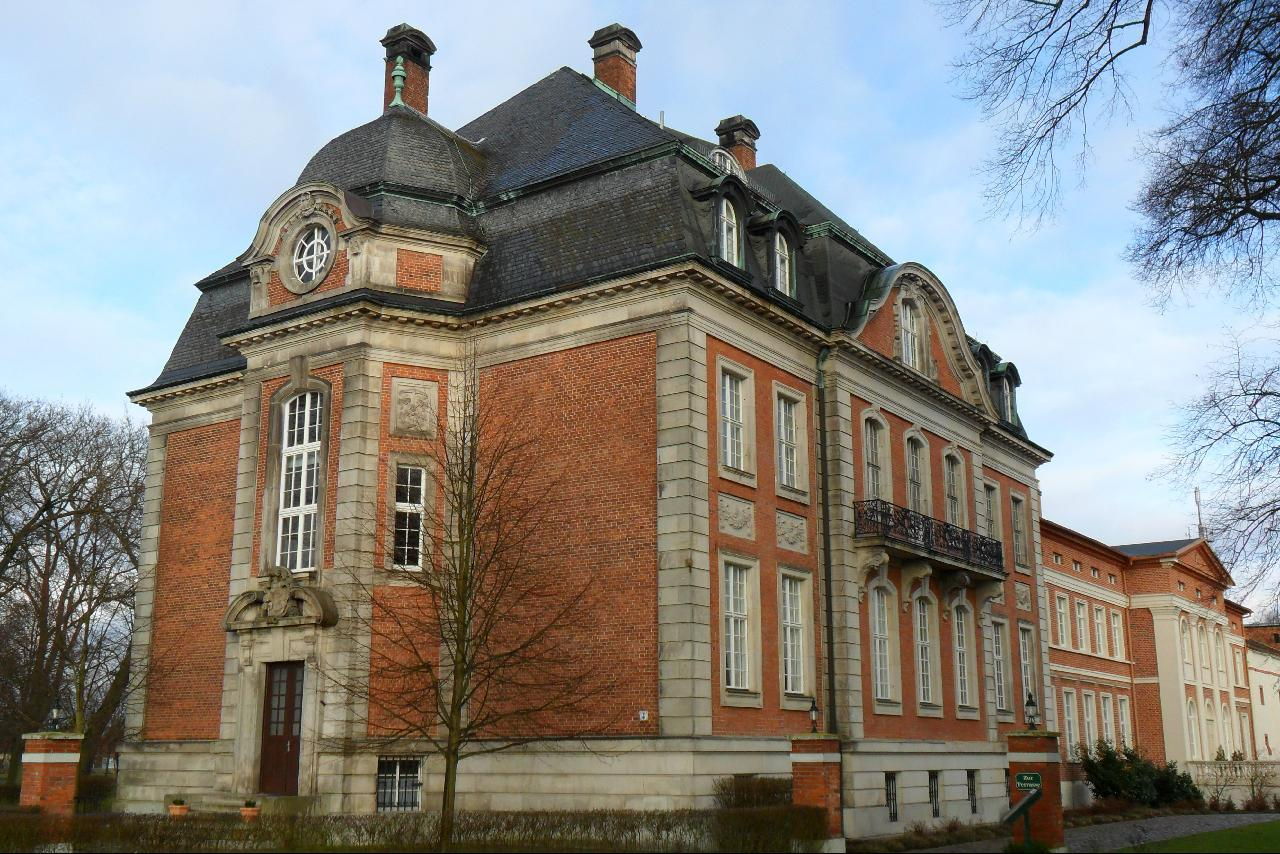
Vue de l'aile néobaroque
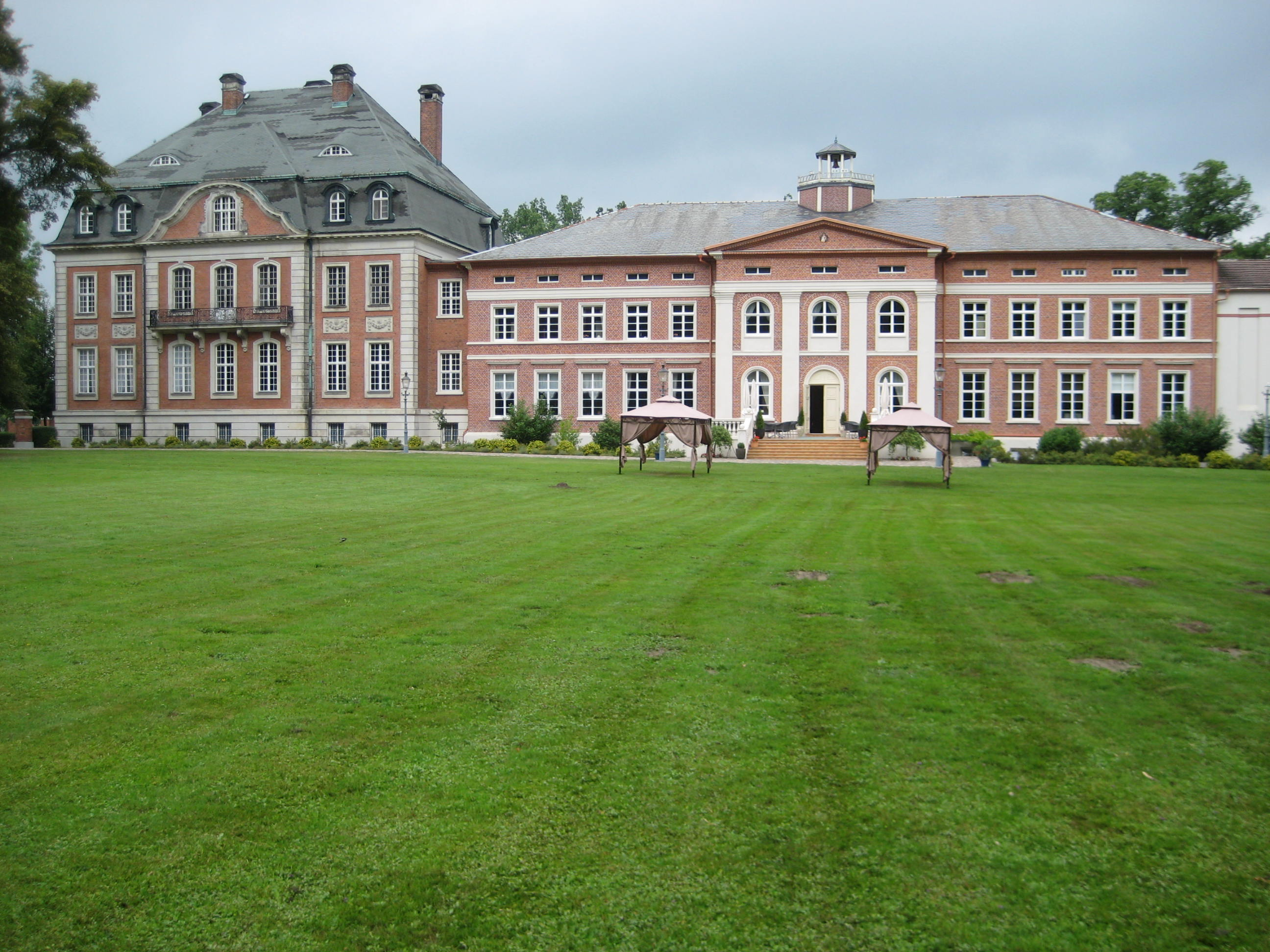
Le château vu du parc
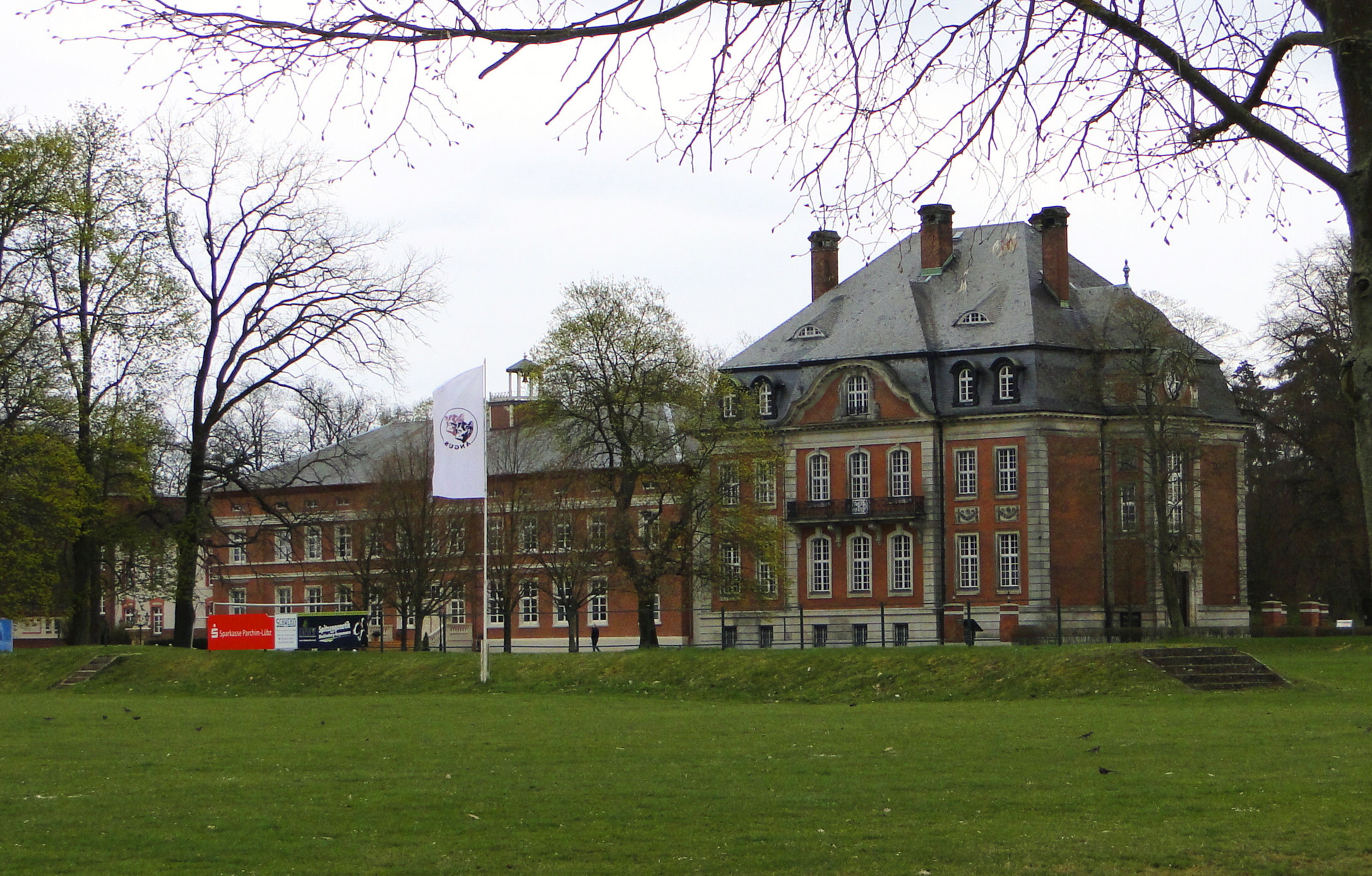
Vue de la façade arrière du château

## Source
- (de) Cet article est partiellement ou en totalité issu de l’article de Wikipédia en allemand intitulé « Herrenhaus Karow » (voir la liste des auteurs).